# Джон Доумен
Джон Доумен (англ. John Doman) — американський актор.

## Біографія
Народився 9 січня 1945 року в Філадельфії, Пенсільванія, США. Навчався у Північно-східній католицькій середній школі, яку закінчив 1962 року. Займався футболом та навіть увійшов до шкільної Зали слави. 1966 року закінчив Університет Пенсильванії, де спеціалізувався на англійській літературі та грав у футбольній команді університету. Здобув ступінь магістра в Університеті штату Пенсильванія.
Перед тим як стати успішним актором, протягом двадцяти років займався рекламним бізнесом. Також Джон Доумен служив офіцером Корпусу морської піхоти США та брав участь у В'єтнамській війні.
Почав свою акторську діяльність 1991 року, з'явившись у телесеріалі «Закон і порядок». З того часу зіграв велику кількість ролей у кіно та на телебаченні. Джон Доумен, зокрема, відомий ролями заступника комісара поліції / майора Вільяма Ролза у телесеріалі «Дроти», полковника Едварда Гелсона у телесеріалі «В'язниця Оз», Родеріка Боржа у телесеріалі «Борджіа: Історія клану» та мафіозі дона Кармайна Фальконе у телесеріалі «Готем».

## Фільмографія

### Кіно
| Рік  | Назва                               | Оригінальна назва             | Роль                                            |
| ---- | ----------------------------------- | ----------------------------- | ----------------------------------------------- |
| 1995 | Кінцеве табу                        | Ultimate Taboo                | Н/Д                                             |
| 1995 | Міцний Горішок 3: Помирати з піснею | Die Hard: With a Vengeance    | Форман                                          |
| 1995 | Стоунволл                           | Stonewall                     | Поліцейський у цивільному                       |
| 1995 | Подорож Августа Кінга               | The Journey of August King    | Болтон                                          |
| 1996 | Бівіс і Баттхед обробляють Америку  | Beavis & Butt-Head Do America | Капітан літака, представник Білого Дому (голос) |
| 1997 | Сумний хлопчик                      | Little Boy Blue               | Енді Берг                                       |
| 1997 | Поліцейські                         | Cop Land                      | Ад'ютант Лассаро                                |
| 1997 | Пригоди у раю                       | Fool's Paradise               | Сенатор США                                     |
| 1998 | Меркурій в небезпеці                | Mercury Rising                | Супервайзер Гартлі                              |
| 1998 | Клер Долан                          | Claire Dolan                  | Друг Каїна                                      |
| 1999 | Бігом від любові                    | Giving It Up                  | Ральф Гіганте                                   |
| 1999 | Люблячий Єзавель                    | Loving Jezebel                | Поп Мелвіль                                     |
| 1999 | Вайрі Шпінделл                      | Wirey Spindell                | Батько Вайрі                                    |
| 1999 | Лялька                              | Puppet                        | Російський хрещений батько                      |
| 2000 | Шосе 84                             | Interstate 84                 | Монтальдо                                       |
| 2000 | Опонент                             | The Opponent                  | Фред                                            |
| 2001 | Одурманений                         | Besotted                      | Капітан Дейв                                    |
| 2002 | Чорна мітка                         | Emmett's Mark                 | Капітан Берман                                  |
| 2002 | Остання справа Ламарки              | City by the Sea               | Гендерсон                                       |
| 2003 | Таємнича ріка                       | Mystic River                  | Водій                                           |
| 2004 | Королі Брукліна                     | The Kings of Brooklyn         | Тато                                            |
| 2004 | Ноель                               | Noel                          | Доктор Барон                                    |
| 2005 | Збовтати фарбу                      | Rock the Paint                | Отець Піт                                       |
| 2005 | Раннє світло світанку               | Dawn's Early Light            | Шериф Клейтон                                   |
| 2006 | Фатва                               | Fatwa                         | Джон Девідсон                                   |
| 2006 | Самотні серця                       | Lonely Hearts                 | Шеф МакСвейн                                    |
| 2007 | Ґрейсі                              | Gracie                        | Тренер Коласанті                                |
| 2008 | Співчутливі деталі                  | Sympathetic Details           | Філіпс                                          |
| 2010 | У компанії чоловіків                | The Company Men               | Дізерт                                          |
| 2010 | Блакитний Валентин                  | Blue Valentine                | Джеррі                                          |
| 2014 | Опісля                              | After                         | Мітч Валентіно                                  |
| 2016 | Звичайний світ                      | Ordinary World                | Волт                                            |
| 2017 | Тебе ніколи тут не було             | You Were Never Really Here    | Джон МакКлірі                                   |
| 2017 | Дві чорні кави                      | Two Black Coffees             | Бармен                                          |
| 2019 | Холодна помста                      | Cold Pursuit                  | Джип                                            |

### Телебачення
| Рік       | Назва                               | Оригінальна назва                 | Роль                           | Примітки                             |
| --------- | ----------------------------------- | --------------------------------- | ------------------------------ | ------------------------------------ |
| 1991      | Закон і порядок                     | Law & Order                       | Судовий пристав                | Епізод: «The Blue Wall»              |
| 1993      | Пуста колиска                       | Empty Cradle                      | МІстер Лі                      | Телефільм                            |
| 1995      | Зоряний шлях: Глибокий космос 9     | Star Trek: Deep Space Nine        | Лінаресе Голем                 | Епізод: «Shakaar»                    |
| 1995      | НОвини Нью-Йорка                    | New York News                     | Н/Д                            | Епізод: «Cost of Living»             |
| 1995      | Доктор Куіні, жінка-лікар           | Dr. Quinn, Medicine Woman         | Містер Ріггс                   | Епізод: «Hell on Wheels»             |
| 1995      | Невідомий лікар                     | Doctor Unknown                    | Доктор Бокмен                  | Телефільм                            |
| 1997      | Закон і порядок                     | Law & Order                       | Сержант Френк Готтліб          | Епізод: «We Like Mike»               |
| 1997      | Поліцейський під прикриттям         | New York Undercover               | Річард Кроатес                 | Епізод: «Is It a Crime?»             |
| 1998      | Закон і порядок                     | Law & Order                       | Містер Стефенс                 | Епізод: «True North»                 |
| 1999–2003 | Швидка допомога                     | ER                                | Доктор Карл Дераад             | 10 епізодів                          |
| 1999      | Поліція Нью-Йорка                   | NYPD Blue                         | Френк ДіНові                   | Епізод: «Don't Meth with Me»         |
| 2000      | Практика                            | The Practice                      | Офіцер Фінлей                  | Епізод: «Life Sentence»              |
| 2000      | Клан Сопрано                        | The Sopranos                      | Окружний прокурор              | Епізод: «Full Leather Jacket»        |
| 2000      | Закон і порядок: Спеціальний корпус | Law & Order: Special Victims Unit | Ден Латімер                    | Епізод: «Limitations»                |
| 2000      | Воєнний стан                        | Martial Law                       | Губернатор Маркс               | Епізод: «Heartless»                  |
| 2000      | Практика                            | The Practice                      | Детектив, що дає свідчення     | Епізод: «Mr. Hinks Goes to Town»     |
| 2000      | Закон і порядок: Спеціальний корпус | Law & Order: Special Victims Unit | Інформатор Манча               | Епізод: «Wrong Is Right»             |
| 2001      | Центральна вулиця, 100              | 100 Centre Street                 | Н/Д                            | Епізод: «Hostage»                    |
| 2001      | В'язниця Оз                         | Oz                                | Едвард Гелсон                  | 4 епізоди                            |
| 2001      | Практика                            | The Practice                      | Детектив                       | Епізод: «What Child Is This?»        |
| 2001      | Справедлива Емі                     | Judging Amy                       | Ральф                          | Епізод: «Hold on Tight»              |
| 2001      | Закон і порядок: Спеціальний корпус | Law & Order: Special Victims Unit | Спеціальний агент Род Френклін | Епізод: «Wrath»                      |
| 2001      | Закон і порядок: злочинні наміри    | Law & Order: Criminal Intent      | Рой Маркгем                    | Епізод: «The Extra Man»              |
| 2001      | Проблиск пекла                      | A Glimpse of Hell                 | Адмірал Ленглетт               | Телефільм                            |
| 2001      | Три сліпі мишки                     | Three Blind Mice                  | Стефенс Лідс                   | Телефільм                            |
| 2002–2008 | Дроти                               | The Wire                          | Вільям А. Ролз                 | 47 епізодів                          |
| 2003      | Закон і порядок                     | Law & Order                       | Говард Ріджвей                 | Епізод: «Maritime»                   |
| 2003      | Надзвичайні королеви                | Queens Supreme                    | Н/Д                            | Епізод: «One Angry Man»              |
| 2003      | CSI: Місце злочину                  | CSI: Crime Scene Investigation    | Суддя Слейтер                  | 2 епізоди                            |
| 2003      | Таксист                             | Hack                              | Генретті                       | Епізод: «Dial 'O' for Murder»        |
| 2005      | NCIS: Полювання на вбивць           | NCIS                              | Лейтенант Чені                 | Епізод: «Doppelgänger»               |
| 2005      | Закон і порядок: Суд присяжних      | Law & Order: Trial by Jury        | Тім Грейс                      | Епізод: «Blue Wall»                  |
| 2006      | Занадто близько до дому             | Close to Home                     | Юджин Кейл                     | Епізод: «Deacon»                     |
| 2007      | Закон і порядок: Спеціальний корпус | Law & Order: Special Victims Unit | Майк Моллінекс                 | Епізод: «Scheherazade»               |
| 2007      | Без сліду                           | Without a Trace                   | Гейден Міллс                   | Епізод: «Deep Water»                 |
| 2008      | Закон і порядок                     | Law & Order                       | Джім Гіллс                     | Епізод: «Political Animal»           |
| 2009      | Сутичка                             | Damages                           | Волтер Кендрік                 | 10 епізодів                          |
| 2010–2014 | Різзолі та Айлз                     | Rizzoli & Isles                   | Патрик «Педді» Дойл            | 7 епізодів                           |
| 2010      | Чорна мітка                         | Burn Notice                       | Білл Ковлі                     | 2 епізоди                            |
| 2011–2014 | Борджіа                             | Borgia                            | Родріко Борджа                 | 36 епізодів                          |
| 2011      | Гарна дружина                       | The Good Wife                     | Олівер Кардіфф                 | Епізод: «The Death Zone»             |
| 2012      | Закон і порядок: Спеціальний корпус | Law & Order: Special Victims Unit | Вільям Ренд                    | Епізод: «Official Story»             |
| 2012      | Обдарований чоловік                 | A Gifted Man                      | Тренер                         | Episode: «In Case of Blind Spots»    |
| 2012      | Нью-Йорк 22                         | NYC 22                            | Детектив Коллінс               | Епізод: «Playing God»                |
| 2014–2016 | Підозрюваний                        | Person of Interest                | Сенатор Росс Геррісон          | 10 епізодів                          |
| 2014      | Незабутнє                           | Unforgettable                     | Вінсент Квінн                  | Епізод: «Stray Bullet»               |
| 2014–2017 | Коханці                             | The Affair                        | Брюс Батлер                    | 10 епізодів                          |
| 2014–2017 | Готем                               | Gotham                            | Кармайн Фальконе               | 17 епізодів                          |
| 2015      | Картковий будинок                   | House of Cards                    | Єпископ Чарльз Еддіс           | 2 епізоди                            |
| 2016      | Державний секретар                  | Madam Secretary                   | Директор ЦРУ Денніс Еллерман   | 2 епізоди                            |
| 2016      | Нагодуй звіра                       | Feed the Beast                    | Ейдан Моран                    | 10 епізодів                          |
| 2017      | Елементарно                         | Elementary                        | Член ради Слессінгер           | Епізод: «The Ballad of Lady Frances» |

### Відеоігри
| Рік  | Назва                      | Роль    |
| ---- | -------------------------- | ------- |
| 2002 | Mafia                      | Морелло |
| 2003 | Midnight Club II           | Дієго   |
| 2003 | Manhunt                    | Гудс    |
| 2008 | Need for Speed: Undercover | ФБР #1  |
| 2010 | Fallout: New Vegas         | Цезар   |